# Clupeichthys
Clupeichthys – rodzaj ryb śledziokształtnych z rodziny śledziowatych (Clupeidae).

## Występowanie
Do rodzaju należą gatunki słodkowodne występujące w Azji Południowo-Wschodniej.

## Charakterystyka
Ryby z tego rodzaju są niewielkie, mierzą maksymalnie do 12 cm.

## Klasyfikacja
Gatunki zaliczane do tego rodzaju:
- Clupeichthys aesarnensis Wongratana, 1983
- Clupeichthys bleekeri (Hardenberg, 1936)
- Clupeichthys goniognathus Bleeker, 1855
- Clupeichthys perakensis (Herre, 1936)